# Timor Steffens
Pour les articles homonymes, voir Steffens.
Timor Steffens, né le 9 octobre 1987 à Ruremonde (Pays-Bas), est un danseur, chorégraphe et juriste néerlandais.

## Biographie

### Naissance et origines
Timor Steffens naît à Ruremonde et déménage à Rotterdam à l'âge de six ans. Le jeune garçon naît d'un père marocain et d'une mère germano-indienne. Cependant, il grandit sans son père, et finit par le retrouver à Nador, au Maroc, une fois adulte.
Il grandit ainsi dans les quartiers de Rotterdam, côtoyant des amis de différentes cultures. Lors de son adolescence, il pratique le jeûne durant le mois de Ramadan avec ses amis, mais ne se considère pas pour autant musulman.

### Carrière dans la danse et la chorégraphie
Timor Steffens commence une formation de coiffeur ainsi qu'une formation en électrotechnique, mais ne termine aucune des deux. À dix-huit ans, il se lance dans la danse, et un an plus tard, il est admis à l'Académie de danse de Rotterdam.
En 2008, il participe à l’émission de talents Tu crois que tu sais danser. Il termine à la deuxième place, derrière le vainqueur Ivan Paulovich. Cependant, le chorégraphe américain Dan Karaty se montre extrêmement enthousiaste à son égard. Deux mois après la finale, tout comme le gagnant, il part s’installer aux États-Unis. À Los Angeles, il se crée un réseau de contacts afin de se faire mieux connaître.
En mai 2009, il obtient un visa de travail pour les États-Unis, ce qui lui permet d’y travailler jusqu’en 2011 dans le cadre d’un « grand projet » qu’il décroche. Quatre jours plus tard, on annonce qu’il va danser aux côtés de Michael Jackson lors de la série de concerts This Is It prévue à Londres, de juillet 2009 à mars 2010,,. Toutefois, Michael Jackson décède subitement le 25 juin, et les concerts n’ont jamais lieu. Steffens se dit « choqué » par sa mort. Le 7 juillet 2009, il danse avec les autres danseurs lors de la cérémonie d’hommage diffusée en direct dans le monde entier. Il assiste également à ses funérailles le 3 septembre 2009. Le 28 octobre 2009, le film Michael Jackson's This Is It sort au cinéma, et Steffens y apparaît en tant que danseur dans les images de répétitions.
Au printemps 2010, il collabore avec Jermaine Jackson pour l’émission Move Like Michael Jackson sur SBS6. La même année, il danse comme figurant dans le film Burlesque et devient pendant six mois l’égérie de la chaîne de magasins de chaussures PRO. Durant cette période, il collabore également avec Beyoncé et Jennifer Lopez.
En 2011, il rejoint la troupe de danse de Chris Brown. Il se produit avec le chanteur et apparaît également dans ses clips,,. À l’automne 2012, il fait partie du jury dans la catégorie danse et mouvement de l’émission Beat the Best sur RTL 4. En mai 2014, il est nommé directeur artistique de The Voice of Italy,. De septembre 2015 à novembre 2019, il est juré dans l’émission Dance Dance Dance, d’abord diffusée sur RTL 4 puis sur SBS6. Au printemps 2019, il est aussi juré dans l’émission DanceSing.
En 2024, il participe à la 24e saison de l’émission Expeditie Robinson sur RTL 4,,. Après 35 jours d’aventure, il atteint la finale et termine en tant que finaliste malheureux.

### Carrière dans le cinéma
Timor Steffens joue dans plusieurs films dont Burlesque, en 2010, Sexy Dance 4: Miami Heat, en 2012, Fck Love, en 2019 et Magic Mike: The Last Dance, en 2023.

## Vie privée
En 2019, la presse internationale révèle une relation amoureuse entre Timor Steffens et Madonna,,.